# Protorohip
Els protorohips (Protorohippus) són un gènere extint de mamífers perissodàctils de la família dels èquids que visqueren a Nord-amèrica durant l'Eocè inferior, fa entre 50,3 i 55,8 milions d'anys. Se n'han trobat restes fòssils a Colorado i Wyoming (Estats Units). Feien aproximadament 30 cm d'alçada a la creu i, en general, eren de la mida d'una guineu. Juntament amb els eohips, són els animals més antics que es poden classificar entre els èquids sense cap mena de dubte. Es diferencien dels seus parents propers per:
1. la manca de vestigi del cinquè dit a les potes posteriors
2. les cúspides exteriors subacrescents de les dents molars superiors
3. un mesostil rudimentari
4. un hipostil rudimentari (generalment)
5. la presència de quatre cúspides ben desenvolupades a la tercera premolar superior i una cúspide externa a la segona premolar superior